# 第21回ゴールデンラズベリー賞
第21回ゴールデンラズベリー賞は、第73回アカデミー賞授賞式前日の2001年3月24日にカリフォルニア州サンタモニカのラディソン・ハントレー・ホテルで授賞式が行われた。
SF映画『バトルフィールド・アース』が並みいる有力候補作品を押しのけて圧勝を飾っており、候補に挙がった7部門すべてにおいて受賞を果たした。

## 受賞とノミネートの一覧
受賞は太字、それ以外はノミネートである。

### 最低作品賞
- バトルフィールド・アース
- ブレアウィッチ2
- フリントストーン2/ビバ・ロック・ベガス
- リトル★ニッキー
- 2番目に幸せなこと

### 最低男優賞
- レオナルド・ディカプリオ - ザ・ビーチ
- アダム・サンドラー - リトル★ニッキー
- シルヴェスター・スタローン - 追撃者
- 本物のアダム・ギブソンを演じたアーノルド・シュワルツェネッガー - シックス・デイ
- ジョン・トラボルタ - バトルフィールド・アース、ラッキー・ナンバー

### 最低女優賞
- キム・ベイシンガー - ブレス・ザ・チャイルド、永遠のアフリカ
- メラニー・グリフィス - セシル・B/ザ・シネマ・ウォーズ
- マドンナ - 2番目に幸せなこと
- ベット・ミドラー - イズント・シー・グレート
- デミ・ムーア - 薔薇の眠り

### 最低助演男優賞
- スティーヴン・ボールドウィン - フリントストーン2/ビバ・ロック・ベガス
- バリー・ペッパー - バトルフィールド・アース
- キアヌ・リーブス - ザ・ウォッチャー
- クローンのアダム・ギブソンを演じたアーノルド・シュワルツェネッガー - シックス・デイ
- フォレスト・ウィテカー - バトルフィールド・アース

### 最低助演女優賞
- パトリシア・アークエット - リトル★ニッキー
- ジョーン・コリンズ - フリントストーン2/ビバ・ロック・ベガス
- タンディ・ニュートン - ミッション:インポッシブル2
- ケリー・プレストン - バトルフィールド・アース
- レネ・ルッソ - ロッキー&ブルウィンクル

### 最低スクリーンカップル賞
- 出演者の誰か2人 - ブレアウィッチ2
- リチャード・ギア & ウィノナ・ライダー - オータム・イン・ニューヨーク
- マドンナ & ルパート・エヴェレットもしくはベンジャミン・ブラット - 2番目に幸せなこと
- 本物のアダム・ギブソンを演じたアーノルド・シュワルツェネッガー & クローンのアダム・ギブソンを演じたアーノルド・シュワルツェネッガー - シックス・デイ
- ジョン・トラボルタ & 一緒にスクリーンに映ってしまった全員 - バトルフィールド・アース

### 最低監督賞
- ジョー・バーリンジャー - ブレアウィッチ2
- スティーヴン・ブリル - リトル★ニッキー
- ロジャー・クリスチャン - バトルフィールド・アース
- ブライアン・デ・パルマ - ミッション・トゥ・マーズ
- ジョン・シュレシンジャー - 2番目に幸せなこと

### 最低脚本賞
- バトルフィールド・アース - コリー・マンデル、J・D・シャピロと原作者のL・ロン・ハバード
- ブレアウィッチ2 - ダニエル・マイリック、エドゥアルド・サンチェス、ディック・ビーブ、ジョー・バーリンジャー
- グリンチ - ジェフリー・プライス、ピーター・S・シーマン
- リトル★ニッキー - スティーヴン・ブリル、アダム・サンドラー、ティム・ハーリヒー
- 2番目に幸せなこと - トム・ロペレフスキー

### 最低リメイク及び続編賞
- ブレアウィッチ2
- グリンチ
- フリントストーン2/ビバ・ロック・ベガス
- 追撃者
- ミッション:インポッシブル2